# Йополо
Йо̀поло (на италиански: Joppolo) е село и община в Южна Италия, провинция Вибо Валентия, регион Калабрия. Разположено е на 177 m надморска височина. Населението на общината е 2052 души (към 2012 г.).